# Ріпкинський історико-краєзнавчий музей
Ріпкинський історико-краєзнавчий музей — один з музеїв Чернігівської області, заснований у 1985 році.

## Історія музею
Ріпкинський історико-краєзнавчий музей засновано у 1985 році в одноповерховому будинку з різьбленим дерев'яним ґанком у центрі селища Ріпки.

## Опис музею
Ріпкинський історико-краєзнавчий музей знаходиться за адресою: вулиця Любецька. 3, с.Ріпки, Чернігівська область. Фонди музею мають понад 7 тисяч музейних предметів. У 5 залах експонуються численні документи, фотографії, побутові речі, фрагменти військової зброї, що відображають найважливіші події, розвиток економіки та культури Ріпкинщини. В історичній експозиції привертає увагу колекція козацьких люльок ХVII-XVIII століть. Етнографічно-побутовий відділ відтворює інтер'єр української хати кінця ХІХ століття.
Знаходиться колекція кераміки місцевих художників-керамістів, зокрема роботи представників творчої династії Денисенків з Олеші.Музей має чотири експозиційні та одну виставкову залу.
Зберігаються оригінальні документальні та речові матеріали, реліквії минулого та сьогодення. Експозиція розкриває історію Ріпкинського поліського краю, боротьбу за незалежність, становлення і розвиток нашої держави. Відтворена селянська хатина минулих століть, в якій зібрані предмети домашнього вжитку відповідного періоду.
Директор музею — Захарова-Заборовська Оксана Володимирівна.
В музеї також висвітлюються сучасні події: аварія на ЧАЕС, Революція Гідності, російсько-українська війна.